# Bojničky
Bojničky (in ungherese Bajmócska) è un comune della Slovacchia facente parte del distretto di Hlohovec, nella regione di Trnava.